# Grosne (rivière)
Pour la commune, voir Grosne. Pour l'autre affluent de la Saône, voir Petite Grosne.
La Grosne [ɡʁon] est une rivière de France, affluent de la Saône et donc sous-affluent du Rhône. Elle prend sa source dans le nord des monts du Beaujolais et creuse son lit entre la frange orientale  des monts du Charolais et la partie occidentale des monts du Mâconnais. Elle draine en fin de parcours le sud-ouest du Chalonnais. Elle coule en région Auvergne-Rhône-Alpes, dans le département du Rhône, puis pour l'essentiel en Bourgogne-Franche-Comté, dans celui de Saône-et-Loire.

## Géographie
Le cours de la Grosne est long de 96,7 km. Il prend sa source dans les monts du Haut-Beaujolais, au col de Champ Juin à 742 mètres d'altitude. Elle reçoit rapidement deux affluents, la Grosne Occidentale, qui prend sa source au pied du mont Saint-Rigaud et la Grosne Orientale, qui elle naît au col du fût d'Avenas. Elle contourne ensuite par l'ouest les monts du Mâconnais, traverse le Clunisois puis se jette dans la Saône à une dizaine de kilomètres au sud de Chalon-sur-Saône, à Marnay en Saône-et-Loire à 171 mètres d'altitude. Elle a globalement un parcours d'un amont au sud-ouest en un aval au nord-est.

### Communes et cantons traversés
Trente-deux communes sont traversées par la Grosne, dont trente-et-une se situent en Saône-et-Loire. Ce sont d'amont en aval : Saint-Bonnet-des-Bruyères (Rhône), Saint-Pierre-le-Vieux, Saint-Léger-sous-la-Bussière, Trambly, Navour-sur-Grosne, Mazille, Sainte-Cécile, Jalogny, Cluny, Lournand, Cortambert, Massilly, Taizé, Bray, Ameugny, Cormatin, Malay, Savigny-sur-Grosne, Saint-Gengoux-le-National, Sercy, Bresse-sur-Grosne, Santilly, La Chapelle-de-Bragny, Messey-sur-Grosne, Lalheue, Laives, Saint-Ambreuil, Beaumont-sur-Grosne, Saint-Cyr, Varennes-le-Grand, Marnay, Ouroux-sur-Saône.
La Grosne occidentale, longue de 14,4 km, traverse trois communes du département du Rhône, Trades, Saint-Christophe, Monsols avant de confluer dans la Grosne à Saint-Léger-sous-la-Bussière.
Deux communautés de communes de Saône-et-Loire ont pris dans leur appellation le nom de la Grosne :
- la communauté de communes entre Saône et Grosne ;
- la communauté de communes entre la Grosne et le Mont Saint-Vincent.

Cinq autres communautés de communes ou d'agglomération de Saône-et-Loire sont traversées par la Grosne :
- la communauté de communes de Matour et sa région ;
- la communauté de communes du Mâconnais Charolais ;
- la communauté de communes du Clunisois ;
- la communauté de communes du Sud de la Côte chalonnaise ;
- la communauté d'agglomération Chalon - Val de Bourgogne.

Une communauté de communes du Rhône est traversée par la Grosne et ses ruisseaux affluents : la communauté de communes du Haut-Beaujolais.

### Bassin versant
La Grosne traverse les quatre zones hydrographiques U320, U321, U322, U323 pour une superficie totale de 1 197 kilomètres carrés. Ce bassin versant est constitué à 70,05 % de territoires agricoles, à 28,16 % de forêts et milieux semi-naturels, à 1,71 % de territoires artificialisés, à 0,05 % de surfaces en eau.
Le nombre total de communes établies sur le bassin de la Grosne est de 136 dont 126 en Saône-et-Loire (22 % des communes de ce département).
La majorité de ces communes se trouvent sur l'un des deux sites Natura 2000 axés sur la rivière : « Bocage, forêts et milieux humides du bassin de la Grosne et du Clunisois » en amont, et « Prairies et forêts inondables du Val de Saône entre Chalon et Tournus et de la basse vallée de la Grosne » en aval.

### Organisme gestionnaire
Un comité de rivière a été institué en 2008. Il comprend les principaux acteurs maîtres d'ouvrage du terrain, dont le Syndicat mixte d'aménagement de la Grosne, qui regroupe 38 communes, les communautés de communes de Matour et sa région, et du Haut-Beaujolais. Le pilotage de cette structure est assuré par un comité technique et financier, animé par l'Établissement public territorial du bassin Saône & Doubs, lui-même en accord avec l'Agence de l'eau Rhône Méditerranée et Corse. Un contrat de rivière, élaboré par le comité de rivière entre 2008 et 2011, formalise les actions et leur suivi, concernant la gestion et la qualité de l'eau, la préservation et la régénération des sites et des espèces, etc.

## Affluents
La Grosne a plusieurs affluents dont le plus important est la Guye (47 km) qui, grossie des eaux de La Gande (14 km), conflue en rive gauche à Messeugne, hameau de Savigny-sur-Grosne, un peu en aval de Cormatin.
En rive droite, après avoir reçu la Valouse (11 km) dans sa haute vallée, au sud de Cluny, le Grison (25 km) lui apporte ses eaux dans sa basse vallée à La Ferté-sur-Grosne, commune de Saint-Ambreuil.

## Hydrologie
Durant le Moyen Âge, d'importants travaux ont été réalisés afin de protéger les quartiers entourant l'abbaye de Cluny des inondations et d'alimenter plusieurs moulins.
Jusqu'au XIIIe siècle, La Grosne coulait à une rue en retrait à l'ouest, devant le parvis de l'église Saint-Odon (église Saint-Marcel) devant la Porte de Paris en direction du nord-est, passant derrière le mur est de l'enclos de l'abbaye. Son lit actuel fait passer ce cours d'eau plus à l'est sur ce tronçon, au bout de rue de la Levée devant la Porte éponyme.
Au XIIIe siècle, il a été construit une importante digue au sud de la ville, la chaussée de l'Etang-neuf (ou digue du Grand-Etang) longue de 370 m, qui barrait le fond de la vallée et dérivait la Grosne vers le  rebord est de la vallée. Cette digue retenait un étang qui alimentait des moulins. La Grosne poursuivait son cours en direction du nord jusqu'à une autre digue, encore observable au lieu-dit des Pendaines, délimitait l'Etang-Vieux. Une digue de la Servaise orientée sud-nord protégeait les faubourgs et le quartier St Marcel. Plusieurs canaux souvent couverts traversaient la ville, alimentés par l'Etang-Neuf et le ruisseau le Médasson, pour alimenter des moulins intra-muros et collecter les égouts des maisons et des ateliers d'artisans. Sur 2,7 km entre le pont de l'Etang (route de Jalogny) au sud et les Pendaines au nord, le cours de la Grosne suit encore aujourd'hui celui créé au Moyen Âge.
De Cluny jusqu'à sa confluence dans la Saône la rivière coule dans une basse plaine alluviale qu'elle envahit fréquemment de ses eaux lors des précipitations abondantes d'automne et de printemps. La régulation du cours de la rivière s'effectue par des biefs de retenues aménagés au cours des siècles pour l'alimentation des nombreux moulins qui jalonnent la vallée. Ceux-ci n'ont plus aucune activité de meunerie mais demeurent les seuls ouvrages qui permettent d'amortir, faiblement, l'intensité des crues. Par ailleurs un Syndicat d'aménagement de la Grosne regroupe depuis les années 1970-1980 les communes riveraines de la rivière. Il prévoit, coordonne et pourvoit au financement des travaux d'entretien de son lit et de ses berges.

### La Grosne à Jalogny
La Grosne a été observée depuis le 1er mars 1968 , à la station U3214010 la Grosse à Jalogny (Cluny) à 244 m d'altitude, pour un bassin versant de 333 km2.
Le module y est de 3,96 m3/s.

## Galerie

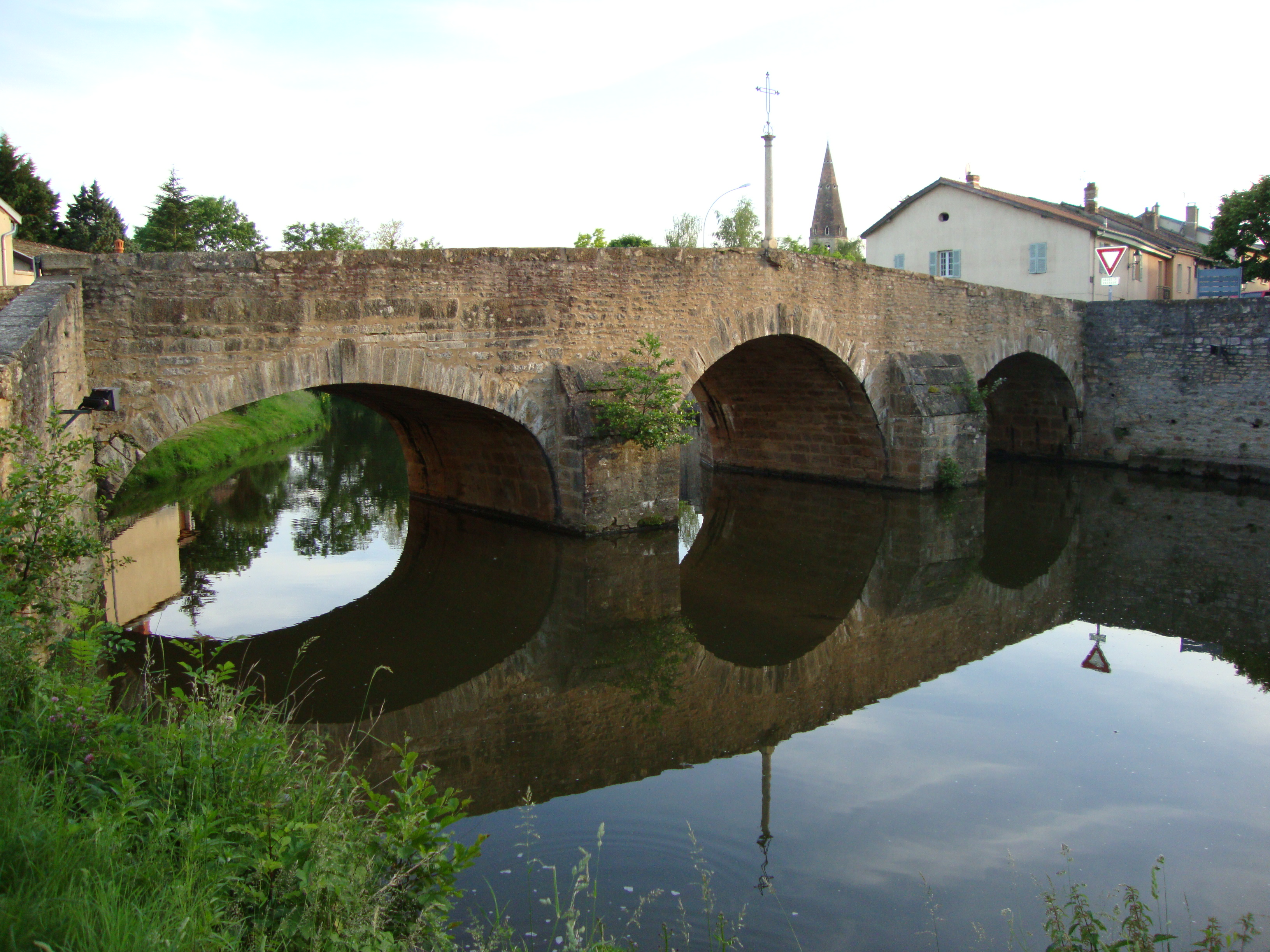
Cluny, la Grosne et le pont de la Levée.
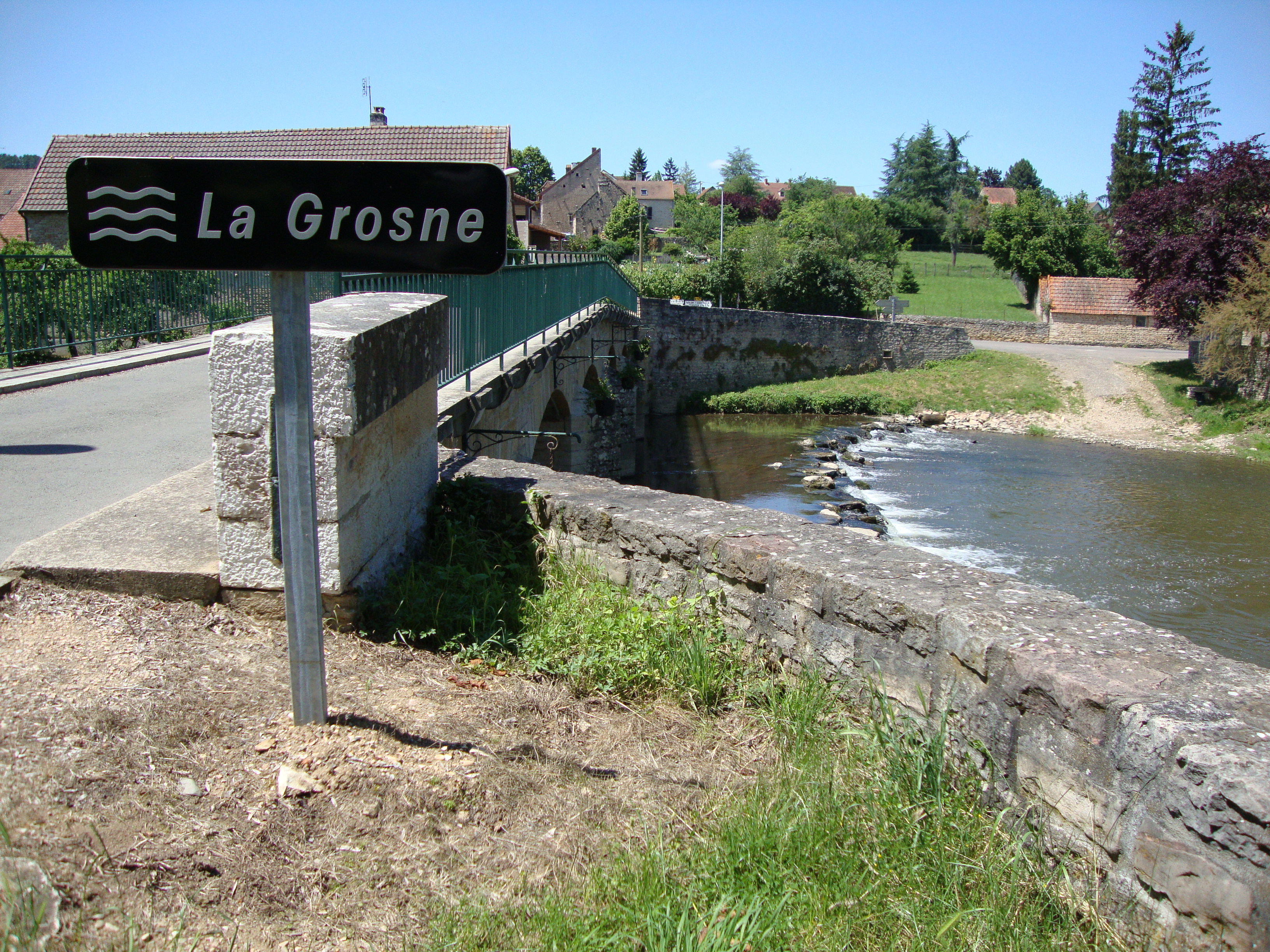
La Grosne, panneau à Messeugne (Savigny-sur-Grosne).
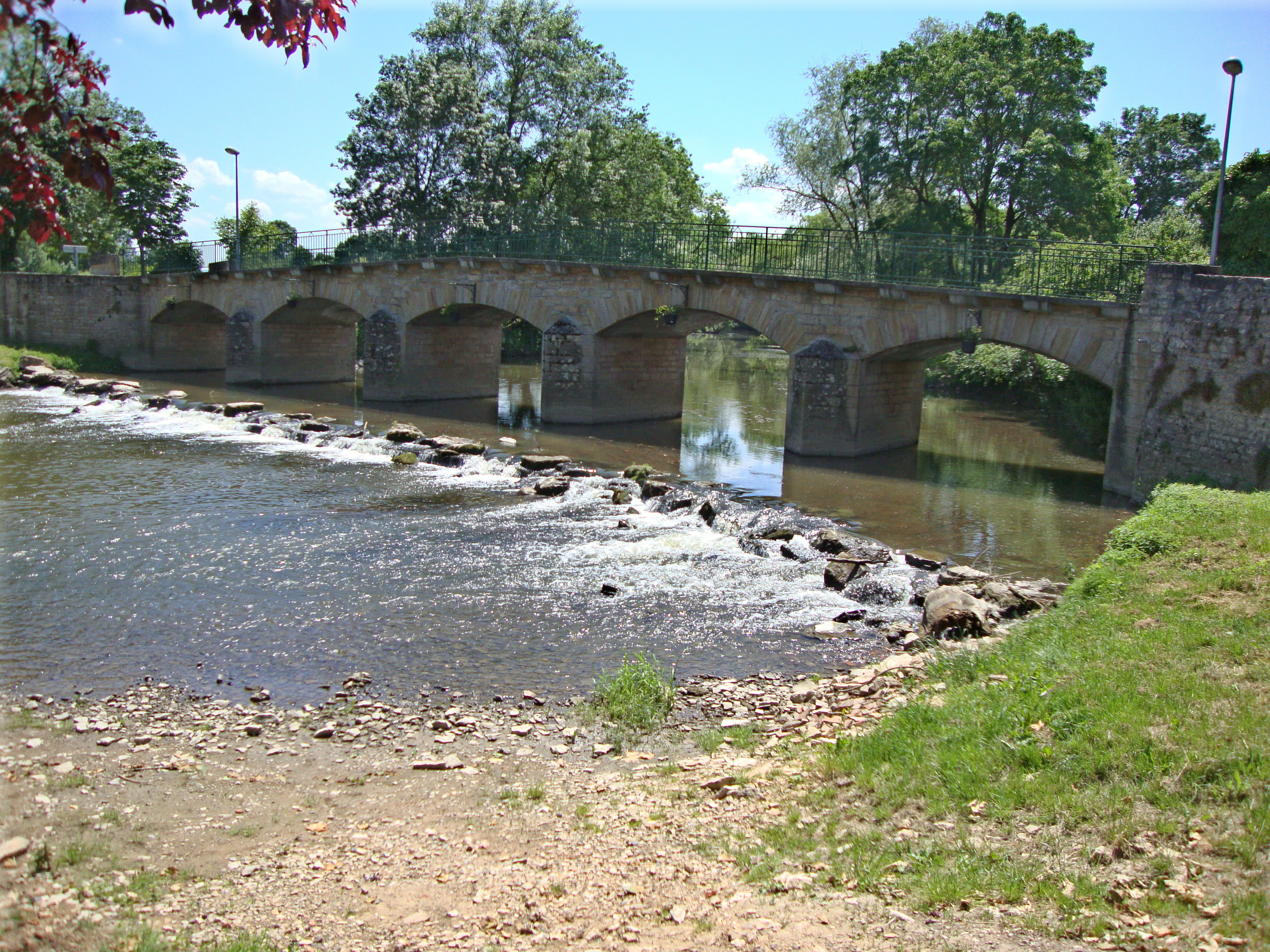
Le pont sur la Grosne à Messeugne (Savigny-sur-Grosne).
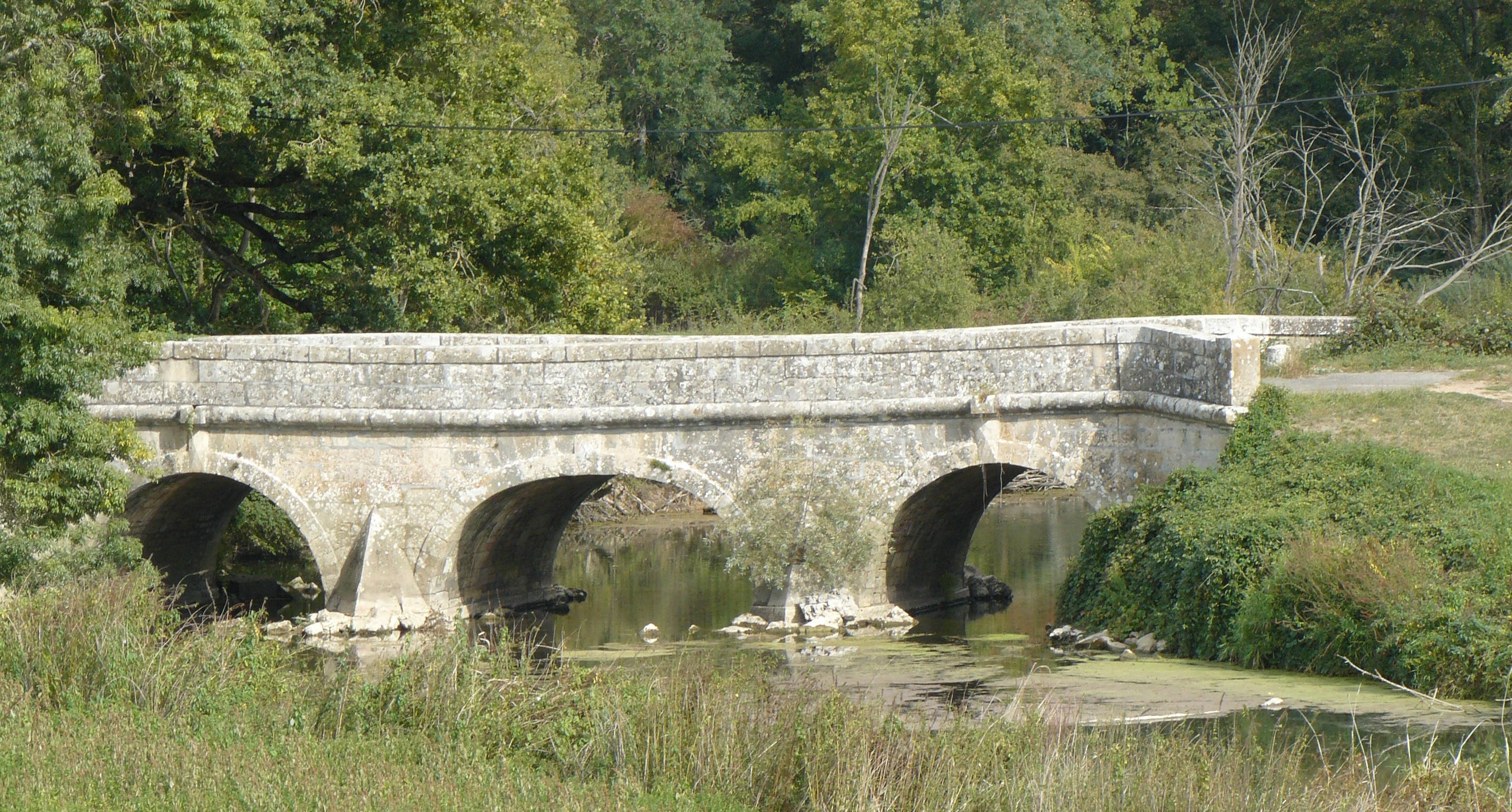
Pont blanc sur la Grosne à Lalheue.
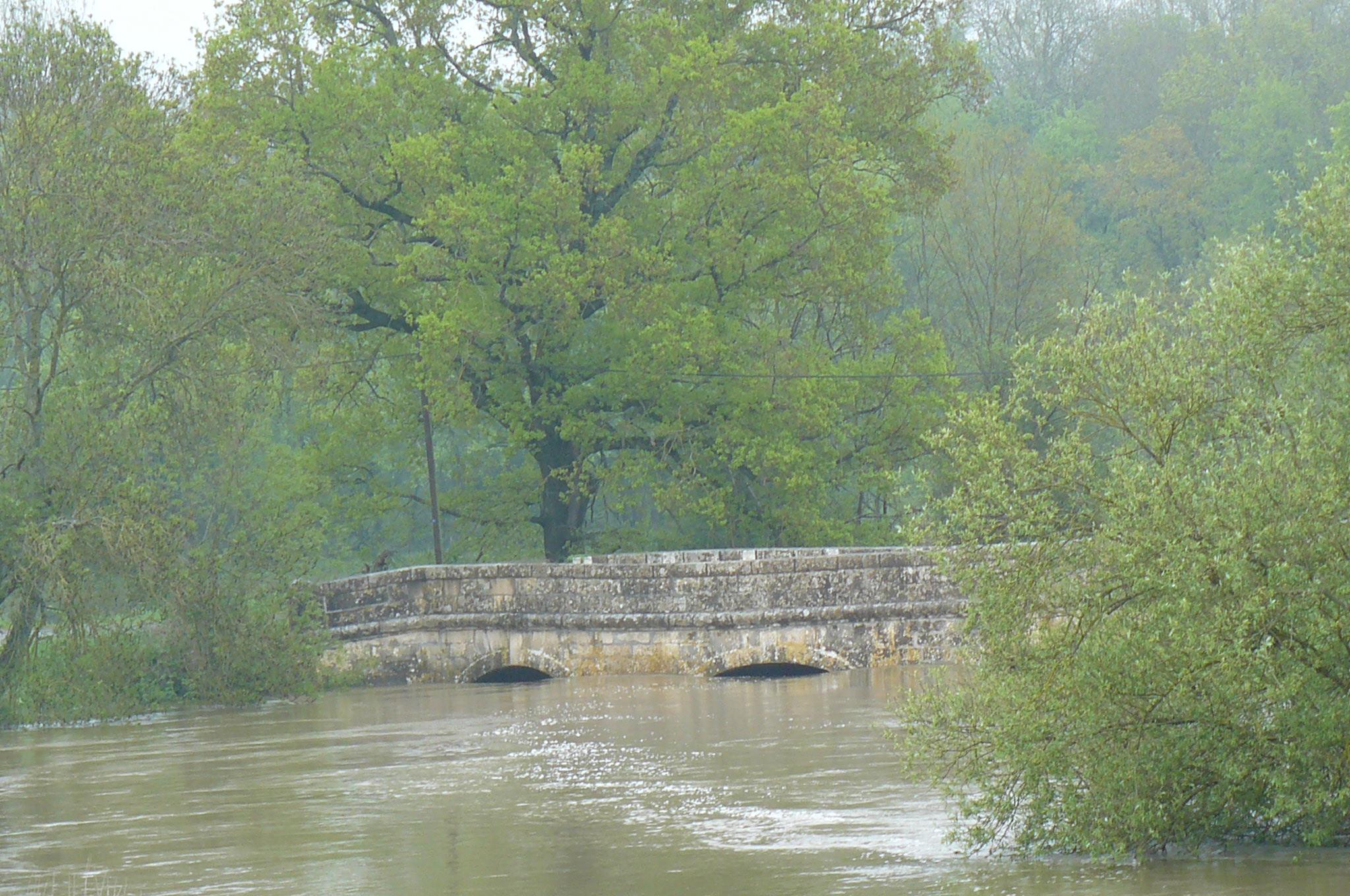
Pont blanc de Lalheue, crue de la Grosne, en mai 2013.